# Ekonomiåret 1947

## Händelser
- April - Italien och Sverige undertecknar ett avtal som leder till italiensk arbetskraftsinvandring till Sverige.[1]

Hennes & Mauritz

- Okänt datum - Det svenska företaget Hennes, ena delen av Hennes & Mauritz, grundas av Erling Persson, som öppnar den första butiken i Västerås i Sverige.[2] De säljer vid denna tid (1947) enbart damkläder.
- Okänt datum – Bolaget som kommit att bli känt som lågprisvaruhuset Bo Ohlsson i Tomelilla grundas.[3]

## Födda
- 19 januari – Leszek Balcerowicz, polsk nationalekonom och politiker, Polens finansminister 1989–1991 och 1997–2000 samt centralbankschef 2001–2007.

## Avlidna
- 29 april – Irving Fisher, 80, amerikansk nationalekonom och statistiker.